# Klokoč
Klokoč é um município da Eslováquia, situado no distrito de Detva, na região de Banská Bystrica. Tem 9,84 km² de área e sua população em 2018 foi estimada em 508 habitantes.

## Demografia
| Ano:        | 1994 | 2004   | 2014   | 2024   |
| ----------- | ---- | ------ | ------ | ------ |
| Broj ljudi: | 467  | 469    | 503    | 472    |
| Razlika:    |      | +0,42% | +7,24% | -6,16% |

| Ano:               | 2023 | 2024   |
| ------------------ | ---- | ------ |
| Número de pessoas: | 479  | 472    |
| Diferença:         |      | -1,46% |